# Katarina Venturini
Katarina Venturini - Küzmič, slovenska plesalka, učiteljica plesa in  plesna sodnica, * 16. september 1972, Ljubljana.
Katarina Venturini in Andrej Škufca sta v času svojega sodelovanja med letoma 1990 in 2008 bila najuspešnejši slovenski plesni par. V obdobju skupnega nastopanja sta osvojila 23 prvih mest na državnih tekmovanjih v standardnih in latinskoameriških plesih, štirikrat sta dosegla tudi naziv svetovnih prvakov v teh kategorijah. Prvič sta bila nagrajena leta 1996 med amaterji v kombinaciji ST in LA plesov. Sledile so zmage še leta 1997 in 1998. Leta 2001 sta bila med amaterji v LA plesih, ki je bilo v Ljubljani, prav tako prva. Svojo zadnjo skupno plesno predstavo sta imela 2. marca 2008 v Gallusovi dvorani Cankarjevega doma.
Leta 2012 se je poročila z Damjanom Küzmičem, s katerim ima sina Marka (*2016).